# Épisodes d'Agatha All Along
Cet article présente le guide des épisodes de la mini-série télévisée américaine Agatha All Along, ou Agatha à chaque fois au Québec.

## Diffusions
- Aux États-Unis et au Canada, la mini-série a été diffusée entre le 18 septembre 2024 et le 30 octobre 2024 sur le service Disney+[1].
- Dans les pays francophones européens, elle a été diffusée entre le 19 septembre 2024 et le 31 octobre 2024, également sur Disney+.

## Distribution

### Acteurs principaux
Note : Les acteurs ci-dessous sont crédités dans la distribution principale uniquement dans les épisodes où ils apparaissent.
- Kathryn Hahn (VF : Edwige Lemoine (dialogues) - Ana Ka (chant)) : Agatha Harkness / Agnes O'Connor
- Joe Locke (VF : Tom Trouffier) : l'ado / William Kaplan / Billy Maximoff / Wiccan
- Debra Jo Rupp (VF : Marie-Martine (dialogues) - Nathalie Homs (chant)) : Sharon Davis / Mme Hart (épisodes 1-4, 6 et 9)
- Aubrey Plaza (VF : Marie-Eugénie Maréchal) : Rio Vidal / la Mort (épisodes 1, 4-5, 7-9)
- Sasheer Zamata (VF : Nahla Attali (dialogues) - Anandha Seethanen (chant)) : Jennifer Kale (épisodes 2-9)
- Ali Ahn (VF : Julie Mouchel) : Alice Wu-Gulliver (épisodes 2-9)
- Okwui Okpokwasili : Vertigo (épisodes 2, 5 et 7)
- Patti LuPone (VF : Marie-Eve Dufresne) : Lilia Calderu (épisodes 2-7 et 9)
- Evan Peters (VF : Jean-Christophe Dollé) : Ralph Bohner (épisode 6)
- Maria Dizzia (VF : Claire Guyot) : Rebecca Kaplan (épisodes 6 et 8)
- Paul Adelstein (VF : Boris Rehlinger) : Jeff Kaplan (épisodes 6 et 8)
- Miles Gutierrez-Riley (VF : Jhos Lican) : Eddie (épisode 6)

### Invités
- David Payton (VF : Mike Fédée) : John Collins / Herb Feltman (épisodes 1, 2 et 8)
- David Lengel (en) (VF : Sébastien Ossard) : Harold Proctor / Phil Jones (épisodes 1, 2 et 8)
- Asif Ali (en) (VF : Pascal Nowak) : Abilash Tandon / Norm Gentilucci (épisodes 1, 2 et 8)
- Emma Caulfield (VF : Juliette Poissonnier) : Sarah Proctor / Dottie Jones (épisode 1)
- Amos Glick (VF : Guillaume Bourboulon) : Dennis Webber (épisode 1)
- Marina Mazepa (en) : Serpent (Snake en version originale, épisodes 2, 5 et 7)
- Bethany Curry : Corbeau (Crow en version originale, épisodes 2, 5 et 7)
- Athena Perample : Renard (Fox en version originale, épisodes 2, 5 et 7)
- Britta Grant : Rat (épisodes 2, 5 et 7)
- Aicia Vela-Bailey : Hibou (Owl en version originale, épisodes 2, 5 et 7)
- Chau Naumova : Coyote (épisodes 2, 5 et 7)
- Chloe Camp (VF : Thaïs Laurent) : Lilia Calderu jeune (épisodes 3 et 7)
- Laura Boccaletti (VF : Cathy Cerdà) : la Maestra (épisodes 3 et 7)
- Elizabeth Anweis (VF : Coralie Coscas) : Lorna Wu (épisode 3)
- Scott Butler : le docteur (épisode 3)
- Jade Quon : le démon (épisode 4)
- Kate Forbes (VF : Nathalie Homs Hayat) : Evanora Harkness (épisode 5)
- Alexandria Shuval-Weiner : la rabbin Levin (épisode 6)
- Erica Frene : l'organisatrice (épisode 6)
- James Bostick : l'ambulancier (épisode 6)
- Abel Lysenko (VF : Oscar Fraisneau) : Nicholas Scratch (en) (épisode 9)
- Hannah Lowther : la sorcière de la forêt (épisode 9)
- Tetra Lloyd White : la sorcière chanteuse de la forêt (épisode 9)
- Henriette Zoutomou : la sorcière du village (épisode 9)
- Holly Bonney : la sorcière de la taverne (épisode 9)
- Kim Bass : la jeune sorcière (épisode 9)

## Épisodes

### Épisode 1:"Retrouvez la Route"
- États-Unis /  Canada : 18 septembre 2024 sur Disney+[1]
- France /  Belgique /  Suisse /  Luxembourg : 19 septembre 2024 sur Disney+

- David Payton (VF : Mike Fédée) : John Collins / Herb Feltman
- Emma Caulfield (VF : Juliette Poissonnier) : Sarah Proctor / Dottie Jones
- Amos Glick (VF : Guillaume Bourboulon) : Dennis Webber
- David Lengel (en) (VF : Sébastien Ossard) : Harold Proctor / Phil Jones
- Asif Ali (en) (VF : Pascal Nowak) : Abilash Tandon / Norm Gentilucci

Dans une série télévisée policière intitulée Agnes of Westview, Agnes O'Connor est une détective de la police de Westview obsédée par une affaire de meurtre d'une Jane Doe. Une nuit, un adolescent s'introduit par effraction dans la maison d'Agnes, à la recherche de « La Route ». Agnes pense qu'il est lié à l'affaire du meurtre et l'arrête. 
Le lendemain, l'agent Vidal, une collègue détective, vient voir Agnes et lui pose des questions personnelles auxquelles elle est incapable de répondre. En fait, elle l'aide à réaliser que la Jane Doe qu'elle voit est en réalité le corps de Wanda Maximoff, et qu'Agnes est en fait la sorcière Agatha Harkness, qui est piégée depuis trois ans sous le charme de Maximoff. 

### Épisode 2:"Un nouveau présage dévoilera le passage"
- États-Unis /  Canada : 18 septembre 2024 sur Disney+[1]
- France /  Belgique /  Suisse /  Luxembourg : 19 septembre 2024 sur Disney+

- David Payton (VF : Mike Fédée) : Herb
- Marina Mazepa (en) : Serpent (Snake en version originale)
- Bethany Curry : Corbeau (Crow en version originale)
- Athena Perample : Renard (Fox en version originale)
- Britta Grant : Rat
- Aicia Vela-Bailey : Hibou (Owl en version originale)
- Chau Naumova : Coyote

L'adolescent révèle qu'il a libéré Agatha du sort et souhaite parcourir la Route des Sorcières, où elle pourrait restaurer son pouvoir. Agatha se rend également compte qu'elle est incapable d'entendre chaque fois que l'adolescent prononce son nom ou donne des informations personnelles. 
Ayant besoin d'un sabbat pour ouvrir un portail vers la Route, ils partent convaincre les sorcières Lilia Calderu, Jennifer Kale et Alice Wu-Gulliver de les rejoindre. Agatha recrute également Sharon Davis, résidente de Westview, en remplacement de Vidal. 

### Épisode 3:"Qu’il vente, qu’il pleuve, à chaque épreuve"
- États-Unis /  Canada : 25 septembre 2024 sur Disney+[1]
- France /  Belgique /  Suisse /  Luxembourg : 26 septembre 2024 sur Disney+

- Elizabeth Anweis (VF : Coralie Coscas) : Lorna Wu
- Chloe Camp (VF : Thaïs Laurent) : Lilia Calderu jeune
- Laura Boccaletti (VF : Cathy Cerdà) : la Maestra
- Scott Butler : le docteur

Pour parvenir au bout de la Route, le sabbat et l'Adolescent devront affronter des épreuves basées sur différentes branches de la sorcellerie. Les sorcières se rendent également compte que le sceau magique de l'adolescent les empêche toutes d'apprendre son identité. 
Lors de la première épreuve, le sabbat trouve une maison, où elles adoptent malgré elles un style de comédie dramatique. Les sorcières et Sharon y partagent une bouteille de vin. Jen avertit en privé l'Adolescent de ne pas faire confiance à Agatha, qui aurait échangé son enfant contre le Darkhold. Un compte à rebours commence et Jen se rend compte que le vin a été empoisonné quand Sharon s'évanouit ; Agatha, qui a tenté d'éviter le sortilège en ne buvant pas le vin, comprend qu'elle doit aussi en boire pour que l'épreuve soit réalisée. Alors qu'elles rassemblent des ingrédients pour créer un antidote, les sorcières ont des hallucinations. Lilia se voit plus jeune à l'époque de la Renaissance, Jen voit un médecin qui lui plonge la tête dans l'eau, Alice voit sa mère Lorna Wu sur le point de se suicider et Agatha voit un berceau contenant le Darkhold. 

### Épisode 4:"Loin de la maison, écoute ma chanson"
- États-Unis /  Canada : 2 octobre 2024 sur Disney+[1]
- France /  Belgique /  Suisse /  Luxembourg : 3 octobre 2024 sur Disney+

- Jade Quon : le démon

Après avoir inhumé Sharon au bord de la route, le sabbat est obligé d'invoquer une sorcière verte de remplacement. Rio émerge de la tombe de Sharon, au grand dam d'Agatha. Le sabbat se trouve face à une nouvelle maison à l'esthétique des années 1970 ; il s'avère qu'il s'agit d'un studio d'enregistrement lié à Lorna. 
Rio suggère de façon faussement amusante à Agatha de trahir les autres mais les sorcières entendent. L'Adolescent joue accidentellement un disque à l'envers, invoquant un démon qui s'avère être la source de la malédiction de la famille d'Alice. Afin de le combattre, le groupe joue la version de Lorna de la Ballade, qui se révèle être un sort de protection, et Alice est alors capable de tuer le démon. 

### Épisode 5:"Dans la nuit noire, vienne le pouvoir"
- États-Unis /  Canada : 9 octobre 2024 sur Disney+[1]
- France /  Belgique /  Suisse /  Luxembourg : 10 octobre 2024 sur Disney+

- Kate Forbes (VF : Nathalie Homs Hayat) : Evanora Harkness
- Marina Mazepa (en) : Serpent (Snake en version originale)
- Bethany Curry : Corbeau (Crow en version originale)
- Athena Perample : Renard (Fox en version originale)
- Britta Grant : Rat
- Aicia Vela-Bailey : Hibou (Owl en version originale)
- Chau Naumova : Coyote

Rattrapé par les Sept de Salem, le sabbat parvient à s’envoler sur des balais créés dans les bois, mais ses membres rapidement ramenés au sol par la route qui les amène devant une nouvelle maison à l'esthétique des années 80 pour une épreuve liée à Agatha.
Le groupe doit, à l'aide d'une planche ouija, contacter un esprit qui se révèle être Evanora Harkness, la mère d'Agatha que cette dernière avait tuée en 1693. L'esprit prend possession du corps d'Agatha et attaque le reste du sabbat. Alice utilise ses pouvoirs pour chasser l'esprit, mais Agatha commence à absorber sa magie, comme elle l'avait fait avec son ancien sabbat.
Comprenant qu'un autre esprit est dans la pièce, l'Adolescent crie son nom, Nicholas Scratch, le fils d'Agatha, pour la déconcentrer. Elle s'arrête, mais Alice est déjà morte. Agatha insiste sur le caractère involontaire du trépas d'Alice, mais l'Adolescent a perdu toute confiance en elle, la critiquant quant à son manque de la moindre considération pour la vie des membres du sabbat. Lilia et Jen rappellent que le but ultime est bien de recouvrer, et ce à n'importe quel prix, leurs pouvoirs. Le groupe reprend la route.

### Épisode 6:"Une vision familière"
- États-Unis /  Canada : 16 octobre 2024 sur Disney+[1]
- France /  Belgique /  Suisse /  Luxembourg : 17 octobre 2024 sur Disney+

- Alexandria Shuval-Weiner : la rabbin Levin
- Erica Frene : l'organisatrice
- James Bostick : l'ambulancier

Dans un flashback en 2021, William Kaplan célèbre sa bar-mitsvah avec ses proches. Il approche une diseuse de bonne aventure engagée pour l'évènement, qui n'est d'autre que Lilia. Inquiète à la suite de la découverte de son futur, Lilia invoque un sceau qui empêchera quelconque sorcière de connaître l'identité du garçon, et, comme le veut le sort, oublie immédiatement William. La bar-mistvah est soudainement interrompue par l'effondrement du Hex et la famille est obligée de fuir. Victime d'un accident de la route, William meurt sur le coup, mais son corps accueille au même moment l'âme de Billy, le fils créé par Wanda, qui se réveille en hurlant le nom de son frère Tommy.
Amnésique, Billy a du mal à gérer le stress de ses parents. Ayant gardé ses pouvoirs de télépathie, il entend leur pensées, et prétend qu'il a retrouvé la mémoire pour les rassurer.
Trois ans plus tard, Billy avoue à son petit-ami Eddie qui il est. À la recherche de réponses, il trouve en ligne des informations sur Agatha, apprenant qu'elle a survécu à la Route. Les deux vont à la rencontre de Ralph Bohner, toujours traumatisé par les évènements de Westview où Agatha le contrôlait, qui leur raconte ce qui s'est passé trois ans plus tôt. Billy comprend qu'il est le fils de Wanda. Déterminé à utiliser la Route pour ramener son frère à la vie, il approche Agatha qui pense être une détective privée, étant encore sous le sort de Wanda. Billy la libère de l'emprise de la Sorcière rouge.

### Épisode 7:"La Mort pour nous guider"
- États-Unis /  Canada : 23 octobre 2024 sur Disney+[1]
- France /  Belgique /  Suisse /  Luxembourg : 24 octobre 2024 sur Disney+

- Chloe Camp (VF : Thaïs Laurent) : Lilia Calderu jeune
- Laura Boccaletti (VF : Cathy Cerdà) : la Maestra
- Marina Mazepa (en) : Serpent (Snake en version originale)
- Bethany Curry : Corbeau (Crow en version originale)
- Athena Perample : Renard (Fox en version originale)
- Britta Grant : Rat
- Aicia Vela-Bailey : Hibou (Owl en version originale)
- Chau Naumova : Coyote

Agatha et Billy continuent d'arpenter la Route et arrivent dans un grand château, lieu de la prochaine épreuve. Une fois à l'intérieur, Agatha est déguisée en la Méchante sorcière de l'Ouest alors que Billy revêt les traits de Maléfique. L'épreuve, placée sous le signe de la divination, consiste à placer avec précision des cartes de divinatoire tarot, sous peine d'être empalé par des épées tombant du plafond.
Dans des flash-backs, une jeune Lilia est en pleine leçon de divination et avoue qu'elle vit sa vie de manière antichronologique, ayant souvent des visions catastrophiques du futur, les égarements de Lilia dans les épisodes précédents étant en réalité des moments de sa vie qu'elle vivait dans le désordre. Déboussolée par une vision future de son sabbat mourant à la suite de la peste, la Maestra du sabbat la rassure, expliquant que la mort est une partie intégrante de la vie. 
Dans le présent, Lilia et Jen ont survécu aux sables mouvants, et atterrissent dans un réseau de tunnel adjacent à la Route. Lilia croise Rio, qui se révèle être la Mort (ce qu'Agatha savait déjà), indiquant que son heure approche. Poursuivies par les Sept de Salem, Lilia et Jen finissent par arriver dans le château (déguisées respectivement en Glinda et en Reine-sorcière) où elles retrouvent Agatha et Billy.

### Épisode 8:"Partons maintenant car la gloire nous attend"
- États-Unis /  Canada : 30 octobre 2024 sur Disney+[1]
- France /  Belgique /  Suisse /  Luxembourg : 31 octobre 2024 sur Disney+

- David Payton (VF : Mike Fédée) : John Collins / Herb Feltman
- David Lengel (en) (VF : Sébastien Ossard) : Harold Proctor / Phil Jones
- Asif Ali (en) (VF : Pascal Nowak) : Abilash Tandon / Norm Gentilucci

Dans un flash-back, la Mort apparaît devant Alice, lui indiquant qu'elle est arrivée au terme de sa vie. De retour dans le présent, Agatha continue la Route et tombe sur la Mort, qui souhaite qu'elle lui remette Billy, outrée par sa résurrection défiant l'ordre naturel des choses. Agatha lui promet la vie de Billy, et la Mort disparaît.
Agatha, Billy et Jen reprennent la Route et se rendent compte qu'ils sont revenus au départ, devant leurs chaussures qu'ils avaient abandonné avant la première épreuve. Énervé, Billy remet ses chaussures, et se réveille dans un sac mortuaire dans un sous-sol aux allures modernes. Il est immédiatement rejoint par Agatha et Jen qui comprennent qu'il s'agit de la dernière épreuve, liée à la Sorcière verte, où le groupe doit tenter de faire pousser une plante dans un environnement stérile.
Jen réalise qu'Agatha est responsable de la perte de ses pouvoirs un siècle auparavant, et brise le sort les liant, disparaissant de l'épreuve. Agatha explique que Jen a quitté la route puisqu'elle a obtenu son désir le plus cher, et voyant le temps s'écouler, aide Billy à accomplir le sien. Cherchant son frère dans les limbes à l'aide d'Agatha, Billy parvient à ancrer l'esprit de Tommy dans le corps d'un adolescent qui se noyait, et disparaît à son tour de la Route. Agatha, désormais seule, parvient in extremis à faire pousser une plante dans une faille et sort de la Route, se retrouvant dans le jardin de sa maison à Westview où la Mort l'attend.
Entamant un combat contre la Mort, Agatha échappe à une attaque mortelle en se souvenant des derniers mots de Lilia. Billy, revêtu du costume de Wiccan, se joint à elle, l'autorisant à vider une partie de sa magie pour restaurer la sienne, mais les deux réalisent qu'ils ne font pas le poids face à la Mort. Initialement prête à échanger la vie de Billy contre la sienne, Agatha change d'avis et embrasse Rio, mourant pour protéger Billy, que la Mort laisse sain et sauf.

### Épisode 9:"Vierge, mère, bigote"
- États-Unis /  Canada : 30 octobre 2024 sur Disney+[1]
- France /  Belgique /  Suisse /  Luxembourg : 31 octobre 2024 sur Disney+

- Abel Lysenko (VF : Oscar Fraisneau) : Nicholas Scratch (en)
- Hannah Lowther : la sorcière de la forêt
- Tetra Lloyd White : la sorcière chanteuse de la forêt
- Henriette Zoutomou : la sorcière du village
- Holly Bonney : la sorcière de la taverne
- Kim Bass : la jeune sorcière

En 1750, Agatha est en train d'accoucher dans les bois quand la Mort l'approche, annonçant la mort imminente de son nouveau-né. La suppliant de l'épargner, la Mort repart mais prévient qu'elle reviendra un jour chercher l'enfant. Agatha met au monde Nicholas, et les deux passent les six années suivantes à duper des sorcières pour voler leur pouvoir et les tuer, ce qui finit par déplaire à Nicholas. Ensemble, ils créent une comptine qui deviendra plus tard la fameuse « Ballade de la Route des sorcières ». Malade, Nicholas finit par mourir, au grand désespoir d'Agatha. Perdue et seule, Agatha passe les siècles suivants à tuer et voler le pouvoir d'autres sorcières, utilisant la promesse de la Route comme appât.
De retour dans le présent, le fantôme d'Agatha apparaît devant Billy et confirme que la Route est un mensonge, et qu'il l'a bien matérialisée inconsciemment grâce à ses pouvoirs. Agatha avait prévu de tuer et voler les pouvoirs de Jen, Lilia et Alice, mais s'était retrouvée bien surprise lorsque la Route était apparue devant elle, n'ayant d'autre choix que de l'emprunter pour échapper au Sept de Salem. Devant de tels pouvoirs de manipulation de la réalité, elle avait compris que Billy était le fils de Wanda. Billy, réalisant qu'il est responsable des évènements de la Route, s'en veut d'avoir tué Sharon, Alice et Lilia, mais Agatha lui rappelle qu'elle les aurait tuées elle-même, et que Jen a réussi à survivre en retrouvant au passage ses pouvoirs.